# Prisonnier scientifique
 (janvier 2021).
La mise en forme du texte ne suit pas les recommandations de Wikipédia : il faut le « wikifier ».
Les points d'amélioration suivants sont les cas les plus fréquents. Le détail des points à revoir est peut-être précisé sur la page de discussion.
- Les titres sont pré-formatés par le logiciel. Ils ne sont ni en capitales, ni en gras.
- Le texte ne doit pas être écrit en capitales (les noms de famille non plus), ni en gras, ni en italique, ni en « petit »…
- Le gras n'est utilisé que pour surligner le titre de l'article dans l'introduction, une seule fois.
- L'italique est rarement utilisé : mots en langue étrangère, titres d'œuvres, noms de bateaux, etc.
- Les citations ne sont pas en italique mais en corps de texte normal. Elles sont entourées par des guillemets français : « et ».
- Les listes à puces sont à éviter, des paragraphes rédigés étant largement préférés. Les tableaux sont à réserver à la présentation de données structurées (résultats, etc.).
- Les appels de note de bas de page (petits chiffres en exposant, introduits par l'outil «  Source ») sont à placer entre la fin de phrase et le point final[comme ça].
- Les liens internes (vers d'autres articles de Wikipédia) sont à choisir avec parcimonie. Créez des liens vers des articles approfondissant le sujet. Les termes génériques sans rapport avec le sujet sont à éviter, ainsi que les répétitions de liens vers un même terme.
- Les liens externes sont à placer uniquement dans une section « Liens externes », à la fin de l'article. Ces liens sont à choisir avec parcimonie suivant les règles définies. Si un lien sert de source à l'article, son insertion dans le texte est à faire par les notes de bas de page.
- La présentation des références doit suivre les conventions bibliographiques. Il est recommandé d'utiliser les modèles {{Ouvrage}}, {{Chapitre}}, {{Article}}, {{Lien web}} et/ou {{Bibliographie}}. Le mode d'édition visuel peut mettre en forme automatiquement les références.
- Insérer une infobox (cadre d'informations à droite) n'est pas obligatoire pour parachever la mise en page.

Pour une aide détaillée, merci de consulter Aide:Wikification.
Si vous pensez que ces points ont été résolus, vous pouvez retirer ce bandeau et améliorer la mise en forme d'un autre article.
 (janvier 2021).
Un prisonnier scientifique est une personne emprisonnée (ou assignée à résidence) de manière arbitraire au prétexte de ses travaux de recherche scientifique.
La notion a été avancée par le Comité de soutien à Fariba Adelkhah à partir de juillet 2019.

## Émergence de la notion
La notion de prisonnier scientifique a été avancée par le Comité de soutien à Fariba Adelkhah dès la mi-juillet 2019, lorsque son arrestation en Iran fut rendue publique. Elle concernait également Roland Marchal, mais le nom de celui-ci n'avait pas encore été divulgué par les réseaux sociaux iraniens, au contraire de celui de Fariba Adelkhah.
Le comité de soutien écartait la qualification de prisonnier politique car ni Fariba Adelkhah ni Roland Marchal n'avait jamais eu la moindre activité politique relative à l'Iran, pas plus dans le pays lui-même qu'à l'étranger. Leurs activités étaient d'ordre strictement scientifique, et leurs travaux avaient toujours donné lieu à publication et étaient disponibles en français, en anglais et en farsi. En outre, le comité tenait à éviter toute récupération politique de ces arrestations par l'opposition iranienne en exil. Il lui apparaissait en revanche que les arrestations de ces deux chercheurs répondaient à des appréciations, des intentions et des objectifs éminemment politiques chez les Gardiens de la Révolution qui y avaient procédé,. À ses yeux les deux chercheurs étaient les "idiots utiles" de la crise diplomatique entre l'Iran et les pays occidentaux, dans le contexte créé par la sortie unilatérale des États-Unis de l'accord de Lausanne. Leur cas ne pouvait d'ailleurs être disjoint de celui d'une dizaine d'universitaires étrangers ou binationaux, arrêtés dans des conditions similaires, et souvent utilisés comme monnaie d'échange pour obtenir la libération de ressortissants iraniens emprisonnés à l'étranger.
Au début de sa grève de la faim observée avec Kylie Moore-Gilbert, autre universitaire australo-anglaise emprisonnée en Iran, Fariba Adelkhah est parvenue, en janvier 2020, à faire sortir de sa prison un appel au chef de la justice iranienne dans lequel elle lui adjurait de "sauver les chercheurs, sauver la recherche pour sauver l'histoire" qui deviendra le mot d'ordre du comité de soutien à Fariba Adelkhah et Roland Marchal.
La catégorie de prisonnier scientifique a contribué à définir les modes et le périmètre de la mobilisation du comité de soutien, en le conduisant à privilégier des manifestations culturelles - telles que la performance du danseur sénégalais Alioune Diagne le 11 février 2020 sur l'esplanade des droits de l'Homme au Trocadéro à Paris- et bien sûr à des manifestations scientifiques, telles que le séminaire "Sociologie et anthropologie sociale du politique" organisé sur une base mensuelle par Béatrice Hibou au CERI.
La notion de prisonnier scientifique a amené certains membres du Comité de soutien à Fariba Adelkhah à s'interroger sur une remise en cause de la liberté scientifique au-delà de l'arrestation et de la détention de chercheurs par des régimes dits autoritaires. Les mesures de contrôle de l'activité scientifique au nom de la lutte contre le terrorisme ou l'islam politique, le financement de chaires par des pays étrangers tels que la Chine ou les pétromonarchies, la censure de revues académiques, la mise en cause par des responsables politiques de courants académiques tels que les études de genre ou les études postcoloniales pourraient s'apparenter à une érosion de la liberté scientifique dans des régimes dits illiberaux comme en Pologne, en Hongrie, ou en Turquie - celle-ci compte des centaines d'universitaires en instance de jugement, privés de leur poste ou en prison, à l'instar de l'historienne Füsun Üstel ou du mathématicien Tuna Altinel, - mais aussi dans des démocraties occidentales,,.

## Dispositifs d'aide aux chercheurs menacés
Depuis 2000, le réseau Scholars at risk (en) s'efforce de protéger des universitaires en danger de par le monde, notamment en leur proposant des postes au sein des institutions partenaires. En 20 ans, plus de 1200 chercheurs ont ainsi été accueillis.
En France, le Programme national d’Accueil en Urgence des Scientifiques en Exil (PAUSE), créé le 16 janvier 2017 à l'initiative du gouvernement, finance l'accueil des universitaires étrangers en danger au sein d'établissements d’enseignement supérieur et d'organismes de recherche publics. Avant ce programme, la France ne disposait pas de dispositifs pour soutenir les chercheurs menacés.

## Prisonniers scientifiques contemporains
- Patrick George Zaki, étudiant de l'université de Bologne, arrêté depuis le 7 février 2020 en Égypte[25],[26].
- Fariba Adelkhah, emprisonnée en Iran depuis juin 2019.
- Roland Marchal (en) emprisonné en Iran de juin 2019[27] à mars 2020[28].
- Kylie Moore-Gilbert (en) emprisonnée en Iran de septembre 2018 à novembre 2020[29].
- Matthew Hedges (en), doctorant de l’université de Durham, condamné en 2018 à la prison à vie aux Émirats arabes unis avant d’être libéré en échange d'un vote favorable du Royaume-Uni aux Nations-Unies.
- Abdulqadir Jalaleddin[30],écrivain et universitaire ouïghour emprisonné dans le Xinjiang, en Chine, depuis janvier 2018.
- Ahmadreza Djalali (en), médecin universitaire suédois emprisonné en Iran en avril 2016 et condamné à la peine capitale en octobre 2017[31].
- Giulio Regeni, torturé et assassiné en Égypte en février 2016.
- Gokarakonda Naga Saibaba[32], emprisonné en Inde depuis 2014.
- Abduljalil al-Singace emprisonné au Bahrain depuis 2011.